# ورم عضلي أملس وعائي شحمي
ورم عضلي أملس وعائي شحمي (بالإنجليزية: Angiolipoleiomyoma)‏ هو عبارة عن عِقد طرفي فردي مكتسب عديم الأعراض. يمتاز في علم الأنسجة من خلال أورام تحت الجلد مُحاطة بشكل كبير بخلايا العضلات الملساء والأوعية الدموية والنسيج الضام والدهون.:627